# Villa Ben Amor
La Villa Ben Amor es un edificio protegido de estilo historicista del Ensanche Modernista de la ciudad española de Melilla situado en la carretera Farhana, calle E y que forma parte del Conjunto Histórico Artístico de la Ciudad de Melilla, un Bien de Interés Cultural. La villa lleva muchos años abandonada y cerrada.

## Historia
Fue construido en 1934 para Ben Amor.

## Descripción
Consta de planta baja y una torreta con tejado a cuatro aguas.
Está construido con paredes de mampostería de piedra local y ladrillo macizo, con vigas de hierro y bovedillas de ladrillo macizo para los techos. Destacan de sus fachadas la graciosa ornamentación, particularmente la de su fachada principal, con sus escalinata con fuente de cerámica que conduce a una arcada, de arcos de medio punto que acaban en un muro de paños de sebka que culminan en aleros de teja verde.